# Sorgono
Sorgono település Olaszországban, Szardínia régióban, Nuoro megyében. Lakosainak száma 1491 fő (2023. január 1.). Sorgono Atzara, Austis, Belvì, Neoneli, Samugheo, Tiana, Tonara és Ortueri községekkel határos.

## Népesség
A település lakossága az elmúlt években az alábbi módon változott:
| Lakosok száma | 1673 | 1657 | 1491 |
|               | 2017 | 2018 | 2023 |